# Espongina (proteína)
Se conoce como espongina a una proteína fibrosa relacionada con el  colágeno que forma el esqueleto de muchos organismos animales del phylum Porifera, al que pertenecen las esponjas. La espongina es producida por unas células especializadas llamadas espongioblastos.
La espongina permite a las esponjas ser flexibles. Aparece en miembros de la clase Demospongiae. El esqueleto de espongina es la base de las esponjas comerciales que se venden para limpieza. Para ello, las esponjas se maceran previamente para liberar sus partes blandas, conservando así únicamente su esqueleto proteico.